# میرزا احمد قزوینی
میرزا احمد قزوینی   از سیاستمداران ایرانی بود، که در دوره دوم  بعنوان نماینده تبریز در مجلس شورای ملی حضور داشت.